# 黒木優太
黒木 優太（くろき ゆうた、1994年8月16日 - ）は、神奈川県横浜市港北区出身のプロ野球選手（投手）。右投左打。埼玉西武ライオンズ所属。

## 経歴

### プロ入り前
横浜市立北綱島小学校2年時から、軟式野球チームのブラックシャークに所属。横浜市立日吉台中学校への入学と同時に港北リトルシニアへ所属したことを機に、硬式野球に転向した。中学2年生からは、同校の軟式野球部で投手や外野手を経験している。
橘学苑高等学校への進学後は、1年生の秋から2年生の夏まで遊撃手だったが、強肩を買われて秋から投手に転向。短期間で最速146km/hのストレートを投げられるまでに成長したが、春夏共に甲子園球場での全国大会に出場できなかった。3年生の秋に日本学生野球協会へプロ志望届を提出したものの、その年のNPBドラフト会議でどの球団からも指名されなかったことから、高校卒業後は立正大学へ進学した。
立正大学では、1年生の秋から、主戦投手として東都大学野球の2部リーグ戦で登板。2年時の春季リーグ戦では、先発・抑えの両方でリーグ最多の4勝を挙げるとともに、チームを14シーズンぶりの2部優勝に導いた。3年時には、東都大学野球選抜チームの一員として、6月の韓国選抜戦で先発。4年時の春季リーグ戦では、先発登板で4連勝を達成した。しかし、5月の試合中に、一塁へのベースカバーで走者と接触した影響で右肩を脱臼。秋季リーグで実戦復帰を果たしたものの、在学中の1部昇格までには至らなかった。なお、在学中には2部リーグ戦46試合に登板。通算投球回数248回1/3で、16勝（6完投1完封）12敗、248.1回、防御率1.74を記録した。また、ウエイトトレーニングで体格の向上に努めた結果、4年生の春季リーグ戦ではストレートで153km/hを計測。高校3年生の夏に続いて、NPBの複数球団のスカウトから注目されるようになった。
大学4年時にプロ志望届を提出し、10月20日に行われたNPBドラフト会議では、オリックス・バファローズから2位指名を受け、契約金8500万円、年俸1200万円（金額は推定）という条件で入団した。背番号は、同姓の黒木知宏（元千葉ロッテマリーンズ）が現役時代に一貫して着用した番号である54を自身の意向で選択した。

### オリックス時代
2017年は春季キャンプを一軍でスタートすると、リリーフとして実戦で好投を続け、オープン戦初登板となった3月8日の横浜DeNAベイスターズ戦でも1イニングを抑え、同15日の春季教育リーグ・広島東洋カープ戦では先発適性テストとなり、5回2失点と上々の結果を残した。セットアッパーとして期待されていた佐藤達也や吉田一将の状態が上がらないチーム事情もあり、オープン戦では5試合にリリーフ登板して無失点を記録すると、開幕直前に福良淳一監督からセットアッパーとして起用されることが明言された。開幕を一軍で迎え、東北楽天ゴールデンイーグルスとの開幕戦、同点の延長10回表からプロ初登板となり、1イニングを1安打1奪三振無失点に抑え、プロ初ホールドを記録した。4月2日の同カードから本格的に8回のセットアッパーを務め、5月16日の福岡ソフトバンクホークス戦では同点の8回表から登板し、三者凡退に抑えると、8回裏にチームが勝ち越したことでプロ初勝利を挙げた。6月4日の読売ジャイアンツ戦ではプロ初セーブも挙げるなど、7月2日終了時点で35試合に登板し、5勝1敗18ホールド1セーブ・防御率2.80を記録すると、翌3日にオールスターへの選出が発表された。7月15日の球宴第2戦、5番手として8回表に登板して1イニングを無失点に抑えた。後半戦開幕直後に、守護神の平野佳寿が不振で自ら二軍再調整を申し出たことにより、代役として守護神に抜擢されたものの、救援失敗が続き、再配置転換となった。セットアッパーに戻ってからは、4試合に登板して無失点・2ホールドを記録していたが、疲労を考慮されて8月12日に出場選手登録を抹消された。8月25日に一軍復帰するも、復帰登板となった同27日の埼玉西武ライオンズ戦では2失点。9月に入ると4試合連続失点を喫し、特にその4試合目となった9月8日の楽天戦では一死も奪えずに降板となり、疲労もあって同12日に出場選手登録を抹消された。その後の一軍登板は無くシーズンを終えたものの、ルーキーイヤーは一軍で55試合に登板し、6勝3敗25ホールド2セーブ・防御率4.22を記録。オフに2500万円増となる推定年俸3700万円で契約を更改した。
2018年もセットアッパーとして開幕を一軍で迎えた。無失点に抑える試合も多い一方、ソフトバンクとの開幕3試合目で2失点を喫するなど、失点する試合では複数失点が目立った。6月27日には疲労を考慮されて出場選手登録を抹消された。その後は実戦登板から長らく離れることとなり、8月10日の二軍戦で実戦復帰。同21日に一軍へ復帰し、9月1日の西武戦では1点ビハインドの9回表を三者凡退に抑えると、直後に中島宏之が逆転サヨナラ3点本塁打を放ち、黒木にシーズン初勝利が記録された。離脱前も含めて9試合連続無失点を記録していたが、続く2登板では複数失点を喫し、9月7日に出場選手登録を抹消された。その後の一軍登板は無くシーズンを終え、この年は39試合の登板で1勝1敗17ホールド・防御率4.50を記録。シーズン終了後のフェニックスリーグや練習試合では、来シーズンの先発転向も見据えて長いイニングを投げた。オフに200万円減となる推定年俸3500万円で契約を更改した。
2019年は先発転向を目指し、春季キャンプを一軍でスタートしたが、2月3日の練習中に右肘の違和感を訴え、病院に直行してMRI検査を受け、右肘内側靱帯の炎症と診断された。4月17日のジェイプロジェクトとの練習試合で実戦復帰し、ウエスタン・リーグでは7試合の登板で防御率0.00を記録。6月に入ってからは連投テストもこなしたが、6月8日の二軍戦で痛みが再発し、検査を受けると右肘の靭帯が骨化しており、医師には「この状態でよく投げてたね」と驚かれるほど右肘の状態が思わしくなく、手術を決断。同24日に「右肘内側側副靭帯再建術（トミー・ジョン手術）および右肘鏡視下骨棘切除術」を受け、復帰までは14か月かかる見込みとなった。この年の一軍登板は無く、10月22日には球団から戦力外通告を受けた。12月3日にオリックスと育成選手契約を締結。推定年俸は700万円減となる2800万円、背番号は124となった。
2020年はリハビリを経て、10月22日の二軍戦で実戦復帰を果たした。フェニックスリーグでは154km/hを計測するなど、順調な回復を見せると、オフの契約更改にて支配下選手登録となった。推定年俸は700万円減となる2100万円でサインし、背番号は54となった。
2021年は春季キャンプをAグループでスタートし、オープン戦では4試合に登板したが、開幕は二軍で迎えた。4月7日の二軍戦での登板後に右肩の違和感を訴え、実戦復帰は6月5日。その後は二軍で登板を重ねたが、ウエスタン・リーグでは17試合の登板で防御率6.19と振るわず、この年も一軍登板が無くシーズンを終えた。オフに525万円減となる推定年俸1575万円で契約を更改した。
2022年も春季キャンプをAグループでスタートすると、4年ぶりに開幕を一軍で迎え、3月26日の西武戦にて、2018年9月6日以来となる一軍登板を果たした。4月6日のソフトバンク戦ではルーキーイヤー以来となるセーブを挙げたものの、無症状ながらPCR検査で新型コロナウイルス陽性が判明し、同8日に特例2022で出場選手登録を抹消された。5月8日に一軍へ復帰すると、特に交流戦では6試合の登板で無失点・4ホールドと活躍。7月31日に登録抹消となったが、9月20日に再登録され、この年は27試合の登板で2勝2敗5ホールド1セーブ・防御率2.36を記録し、東京ヤクルトスワローズとの日本シリーズでも出場資格者として公示された。オフに1425万円増となる推定年俸3000万円で契約を更改した。
2023年は先発へ転向し、春先から実戦で結果を残して開幕ローテーション入り。開幕5試合目のソフトバンク戦でシーズン初登板・プロ初先発となったが、3回2/3を7安打3四死球4失点で降板し、敗戦投手となった。翌4月6日に出場選手登録を抹消され、5月5日に中継ぎとして再登録。1試合のリリーフ登板を経て、同11日の楽天戦に先発するも3回4安打3四球1失点、毎回四球を与える内容で交代を告げられ、敗戦投手となった。その後は登録抹消と再登録を2度繰り返し、3試合にリリーフ登板。6月1日に出場選手登録を抹消されて以降は二軍調整が続いたが、8月27日に再登録されると、8月29日のソフトバンク戦で約3か月ぶりの一軍登板となり、ロングリリーフとして4回2/3を無失点と力投した。その後は先発にリリーフと流動的な起用法となったが、10月1日の楽天戦は先発登板で2回5失点。続く10月6日の千葉ロッテマリーンズ戦ではリリーフ登板で1回5失点（自責点4）を喫し、翌7日に出場選手登録を抹消され、この年は12試合（4先発）の登板で1勝5敗・防御率6.58という成績であった。

### 日本ハム時代
2023年11月24日、吉田輝星との交換トレードで北海道日本ハムファイターズへの移籍が発表された。11月29日に入団会見が行われ、背番号は32、推定年俸は2500万円となった。
2024年は春季キャンプを一軍で迎えたが、2月17日のサムスン・ライオンズとの練習試合で2回2失点と結果を残せず、同21日から二軍へ合流し、開幕も二軍で迎えた。イースタン・リーグでは6月終了時点で18試合（2先発）に登板し、1敗・防御率4.76ながら、7月2日に出場選手登録。翌3日のロッテ戦で2点ビハインドの8回表から移籍後初登板となったが、先頭打者にストレートの四球を与えるなど、1回1安打1四球1失点であった。7月11日に出場選手登録を抹消されると、その後は二軍でも実戦登板がないままレギュラーシーズンを終え、10月8日のフェニックスリーグで実戦復帰。この年の一軍登板は2試合に終わり、10月22日に自身2度目となる戦力外通告を受けた。後に、移籍1年目でのこの戦力外通告は想定外であったことを明かしている。

### 西武時代
2024年11月20日、埼玉西武ライオンズと育成契約を締結し、背番号が136に決まったことも併せて発表された。
2025年はオープン戦4試合の登板で5回を投げて被安打1、6奪三振と好投した。3月25日に支配下契約の締結が発表された。背番号はオリックス時代に着用していた54に決まり、「こちらが何も言わなくても54番を用意してもらい、本当にうれしかった」とコメントした。そのまま開幕一軍を勝ち取り、4月17日のオリックス戦（京セラドーム大阪）で移籍後初勝利を挙げた。同24日に出場選手登録を抹消された。

## 選手としての特徴
最速156km/hのストレートに加えて、スライダー、カーブ、フォーク、チェンジアップなどの変化球で三振を奪えるだけの投球術の持ち主。高校時代までは内野も守っていたことから、フィールディングにも自信を持つ。
前述した背番号54には、現役時代の黒木知宏と同じ強い気持ちを前面に出す投球スタイルと、「自分の姓をファンや報道関係者に早く覚えて欲しい」という希望を込めている。トミー・ジョン手術後に臨んだ入団4年目（2020年）の春季二軍キャンプでは、野球解説者としてキャンプを視察していた知宏から、「トミー・ジョン手術で（右肘は）完治するから焦るな」という激励を直々に受けている。

## 人物
憧れの投手は同姓の黒木知宏で、前述したようにオリックス入団時には背番号を自ら知宏と同じ54を選択、愛称も同じ「ジョニー」と呼ばれている。なお、ジョニーの愛称は知宏から公認を貰っている。
趣味は釣り。
「歌詞にメッセージ性がある」として、高校時代から倖田來未の楽曲を愛聴。オリックス球団から初任給が出たことを機に、「自分でお金を稼げるまでは控えていた」という倖田のファンクラブへの入会を果たした。登場曲にも、倖田の楽曲『LIFE so GOOD!!』を使用。その一方で、プロ野球選手として倖田からオリジナルの登場曲を提供されるほどの活躍をすることを目指していた。すると、2022年に倖田側からオファーがあり、書き下ろしの登場曲『It's "K" magic』が提供された。後に、倖田來未のミニアルバ厶『WINGS』に収録されている。
好きな漫画は、高校時代に監督から勧められたことを機に読み始めた『砂の栄冠』。「野球の教科書」という表現するほど感銘を受けた野球漫画で、この作品を通じて、投手心理や取材への対応方法などを学んだという。
高校時代に硬式野球部のマネジャーを務めていた同級生の女性と、オリックス入団後の2019年1月に結婚した。

## 詳細情報

### 年度別投手成績
| 年 度     | 球 団      | 登 板 | 先 発 | 完 投 | 完 封 | 無 四 球 | 勝 利 | 敗 戦 | セ 丨 ブ | ホ 丨 ル ド | 勝 率 | 打 者 | 投 球 回 | 被 安 打 | 被 本 塁 打 | 与 四 球 | 敬 遠 | 与 死 球 | 奪 三 振 | 暴 投 | ボ 丨 ク | 失 点 | 自 責 点 | 防 御 率 | W H I P |
| --------- | ---------- | ----- | ----- | ----- | ----- | -------- | ----- | ----- | -------- | ----------- | ----- | ----- | -------- | -------- | ----------- | -------- | ----- | -------- | -------- | ----- | -------- | ----- | -------- | -------- | ------- |
| 2017      | オリックス | 55    | 0     | 0     | 0     | 0        | 6     | 3     | 2        | 25          | .667  | 226   | 53.1     | 39       | 2           | 26       | 0     | 2        | 62       | 3     | 0        | 26    | 25       | 4.22     | 1.22    |
| 2018      | オリックス | 39    | 0     | 0     | 0     | 0        | 1     | 1     | 0        | 17          | .500  | 145   | 34.0     | 37       | 3           | 12       | 2     | 0        | 26       | 1     | 0        | 17    | 17       | 4.50     | 1.44    |
| 2022      | オリックス | 27    | 0     | 0     | 0     | 0        | 2     | 2     | 1        | 5           | .500  | 106   | 26.2     | 20       | 3           | 9        | 0     | 0        | 21       | 2     | 0        | 8     | 7        | 2.36     | 1.09    |
| 2023      | オリックス | 12    | 4     | 0     | 0     | 0        | 1     | 5     | 0        | 0           | .167  | 122   | 26.0     | 33       | 2           | 16       | 0     | 1        | 20       | 1     | 0        | 20    | 19       | 6.58     | 1.88    |
| 2024      | 日本ハム   | 2     | 0     | 0     | 0     | 0        | 0     | 0     | 0        | 0           | ----  | 9     | 2.0      | 1        | 0           | 2        | 0     | 0        | 1        | 0     | 0        | 1     | 1        | 4.50     | 1.50    |
| 通算：5年 | 通算：5年  | 135   | 4     | 0     | 0     | 0        | 10    | 11    | 3        | 47          | .476  | 608   | 142.0    | 130      | 10          | 65       | 2     | 3        | 130      | 7     | 0        | 72    | 69       | 4.37     | 1.37    |

- 2024年度シーズン終了時

### 年度別守備成績
| 年 度 | 球 団      | 投手  | 投手  | 投手  | 投手  | 投手  | 投手     |
| 年 度 | 球 団      | 試 合 | 刺 殺 | 補 殺 | 失 策 | 併 殺 | 守 備 率 |
| ----- | ---------- | ----- | ----- | ----- | ----- | ----- | -------- |
| 2017  | オリックス | 55    | 1     | 10    | 1     | 0     | .917     |
| 2018  | オリックス | 39    | 3     | 6     | 0     | 0     | 1.000    |
| 2022  | オリックス | 27    | 2     | 2     | 0     | 0     | 1.000    |
| 2023  | オリックス | 12    | 3     | 2     | 0     | 0     | 1.000    |
| 2024  | 日本ハム   | 2     | 0     | 2     | 0     | 0     | 1.000    |
| 通算  | 通算       | 135   | 9     | 22    | 1     | 0     | .969     |

- 2024年度シーズン終了時

### 記録
初記録
投手記録
- 初登板・初ホールド：2017年3月31日、対東北楽天ゴールデンイーグルス1回戦（京セラドーム大阪）、10回表に5番手で救援登板、1回無失点
- 初奪三振：同上、10回表に今江年晶から見逃し三振
- 初勝利：2017年5月16日、対福岡ソフトバンクホークス10回戦（京セラドーム大阪）、8回表に2番手で救援登板、1回無失点
- 初セーブ：2017年6月4日、対読売ジャイアンツ3回戦（東京ドーム）、9回裏に2番手で救援登板・完了、1回無失点
- 初先発登板：2023年4月5日、対福岡ソフトバンクホークス2回戦（京セラドーム大阪）、3回2/3を4失点で敗戦投手[132]

打撃記録
- 初打席：2018年5月29日、対中日ドラゴンズ1回戦（ナゴヤドーム）、8回表に藤嶋健人から空振り三振

その他の記録
- オールスターゲーム出場：1回（2017年）

### 背番号
- 54（2017年[7] - 2019年、2021年[62] - 2023年、2025年3月25日[117] - ）
- 124（2020年[58]）
- 32（2024年[104]）
- 136（2025年[115] - 同年3月24日）